# Cycloptilum spectabile
Cycloptilum spectabile är en insektsart som beskrevs av Strohecker 1939. Cycloptilum spectabile ingår i släktet Cycloptilum och familjen Mogoplistidae. Inga underarter finns listade i Catalogue of Life.